# Condado de Łódź Oriental
Condado de Łódź Oriental (polaco: powiat łódzki - wschodni) é um powiat (condado) da Polónia, na voivodia de Lodz. A sede do condado é a cidade de Łódź. Estende-se por uma área de 499,32 km², com 64 123 habitantes, segundo os censos de 2005, com uma densidade 128,42 hab/km².

## Divisões admistrativas
O condado possui:
Comunas urbana-rurais: Koluszki, Tuszyn, Rzgów
Comunas rurais: Andrespol, Brójce, Nowosolna
Cidades: Koluszki, Tuszyn, Rzgów

## Demografia
População (dados de 30 de Junho de 2005):
|          | Total   | Total | Mulheres | Mulheres | Homens  | Homens |
| -------- | ------- | ----- | -------- | -------- | ------- | ------ |
|          | pessoas | %     | pessoas  | %        | pessoas | %      |
| Total    | 64 123  | 100   | 33 256   | 51,9     | 30 867  | 48,1   |
| Cidades  | 20 493  | 100   | 10 806   | 52,7     | 9687    | 47,3   |
| Povoados | 43 630  | 100   | 22 450   | 51,5     | 21 180  | 48,5   |